# Bernie Mac
Bernie Mac, all'anagrafe Bernard Jeffrey McCullough (Chicago, 5 ottobre 1957 – Chicago, 9 agosto 2008), è stato un comico, cabarettista e attore statunitense.

## Biografia
Mac nacque a Chicago da una ragazza madre, che morì quando lui aveva sedici anni. Frequentò poi la Chicago Vocational Career Academy. Gli esordi della sua carriera risalgono a quando era alla High School, facendo degli shows per i bambini del vicinato della zona sud di Chicago. In seguito si trasferì a Tampa. In giovinezza fece diversi lavori.
Mac iniziò la sua carriera al Chicago's Cotton Club all'età di 32 anni, e la sua popolarità iniziò a crescere. Dagli anni novanta ottenne ruoli minori in film di successo come Ocean's Eleven - Fate il vostro gioco e i due sequel Ocean's Twelve e Ocean's Thirteen, cui fecero seguito Charlie's Angels, Babbo bastardo e altri. Fu anche protagonista della commedia Indovina chi.
Nel 1997 Mac continuò nei suoi ruoli da comico, in giro per gli States come uno dei The Kings of Comedy. Nel 2001 la Fox lo ospitò in una sitcom, The Bernie Mac Show, basata sulla sua vita privata. Ottenne alcune candidature agli Emmy Awards. Morì la mattina del 9 agosto 2008 all'ospedale Northwestern Memorial, Chicago, a causa di alcune complicazioni sopraggiunte in seguito a una polmonite, dovuta ad un sistema immunitario compromesso a causa della sarcoidosi.

### Vita privata
Era sposato dal 1977 con la produttrice Rhonda McCullough, da cui ebbe una figlia, nata nel 1978, di nome Je'Niece, che a sua volta è sposata e ha una bambina di nome Jasmine.

## Filmografia

### Cinema
- Pioggia di soldi (Mo' Money), regia di Peter MacDonald (1992)
- Poliziotti per caso (Who's the Man?), regia di Ted Demme (1993)
- House Party 3, regia di Eric Meza (1994)
- Above the Rim, regia di Jeff Pollack (1994)
- The Walking Dead, regia di Preston A. Whitmore II (1995)
- Ci vediamo venerdì (Friday), regia di F. Gary Gray (1995)
- Reasons, regia di Monty Ross (1996)
- Un ragazzo veramente speciale (Don't Be a Menace to South Central While Drinking Your Juice in the Hood), regia di Paris Barclay (1996)
- Bus in viaggio ('Get on the Bus), regia di Spike Lee (1996)
- Ore piccole (Booty Call), regia di Jeff Pollack (1997)
- Vita da principesse (B*A*P*S), regia di Robert Townsend (1997)
- How to Be a Player, regia di Lionel C. Martin (1997)
- The Players Club, regia di Ice Cube (1998)
- Life, regia di Ted Demme (1999)
- Lo scroccone e il ladro (What's the Worst That Could Happen?), regia di Sam Weisman (2001)
- Ocean's Eleven - Fate il vostro gioco (Ocean's Eleven), regia di Steven Soderbergh (2001)
- Head of State, regia di Chris Rock (2003)
- Charlie's Angels - Più che mai (Charlie's Angels: Full Throttle), regia di McG (2003)
- Babbo bastardo (Bad Santa), regia di Terry Zwigoff (2003)
- Mr. 3000, regia di Charles Stone III (2004)
- Ocean's Twelve, regia di Steven Soderbergh (2004)
- Indovina chi (Guess Who), regia di Kevin Rodney Sullivan (2005)
- Pride, regia di Sunu Gonera (2007)
- Ocean's Thirteen, regia di Steven Soderbergh (2007)
- Transformers, regia di Michael Bay (2007)
- Soul Men, regia di Malcolm D. Lee (2008) - postumo
- Daddy Sitter (Old Dogs), regia di Walt Becker (2009) - postumo

### Televisione
- Don King - Una storia tutta americana (Don King: Only in America), regia di John Herzfeld – film TV (1997)
- The Bernie Mac Show - serie TV, 104 episodi (2001-2006)
- Honor Deferred - film TV (2006)
- Welcome to the Family - film TV (2008)
- Starting Under - film TV (2008)

### Doppiaggio
- Madagascar 2, regia di Eric Darnell e Tom McGrath (2008) - postumo

## Doppiatori italiani
Nelle versioni in italiano delle opere in cui ha recitato, Bernie Mac è stato doppiato da:
- Nino Prester in Ocean's Eleven - Fate il vostro gioco, Ocean's Twelve, Ocean's Thirteen
- Simone Mori in Indovina chi, Lo scroccone e il ladro
- Francesco Pannofino in Charlie's Angels - Più che mai, Transformers
- Roberto Pedicini in Mr. 3000, Daddy Sitter
- Gerolamo Alchieri in Life
- Pasquale Anselmo in Soul Men
- Massimo Rossi in Head of State
- Massimo Corvo in Babbo bastardo

Da doppiatore è sostituito da:
- Mario Scarabelli in La grande impresa dell'ispettore Gadget
- Marco Mete in Madagascar 2